# Mittelschüler-Kartell-Verband

Logo des MKV

Der Mittelschüler-Kartell-Verband der katholischen, farbentragenden Studentenkorporationen Österreichs (MKV) ist der Dachverband der katholischen Schülerverbindungen an allgemeinbildenden und berufsbildenden höheren Schulen Österreichs. Er selbst ist Mitglied des Europäischen Kartellverbandes (EKV), der wiederum als Nichtregierungsorganisation (NGO) beim Europarat registriert ist und der Arbeitsgemeinschaft katholischer Verbände Österreichs (AKV) angehört. Über 160 Verbindungen mit über 20.000 Mitgliedern gehören dem MKV an und bilden damit den größten Schüler- und Absolventenverband Österreichs. Der MKV ist Gründungsmitglied der österreichischen Schülerunion, einer österreichweiten Vertretung von Schülern.
Der MKV bekennt sich zur christlichen Soziallehre, einem demokratischen Österreich und einem vereinten Europa. Der MKV ist parteiunabhängig.
Weiters kooperiert der MKV eng mit den Verbindungen des Verband farbentragender Mädchen (VfM) und der Vereinigung christlicher Studentinnenverbindungen Österreichs (VcSÖ).

## Vorgeschichte

### Mittelschüler-Cartell-Verband (MCV)
Der Mittelschüler-Cartell-Verband (MCV) wurde im Jahr 1900 gegründet. Er konnte wegen des Koalitionsverbots der Mittelschüler nur im Geheimen bestehen.

### Verband katholisch-deutscher Pennalverbindungen Österreichs (VPV)
Nach dem Ende des MCV schlossen sich die meisten Verbindungen im VPV zusammen. Er bestand von 1919 bis 1931.

### Christlich-Deutscher Studentenbund (CDSB)
Gründung 1919.

## Geschichte

### 1933 bis 1938

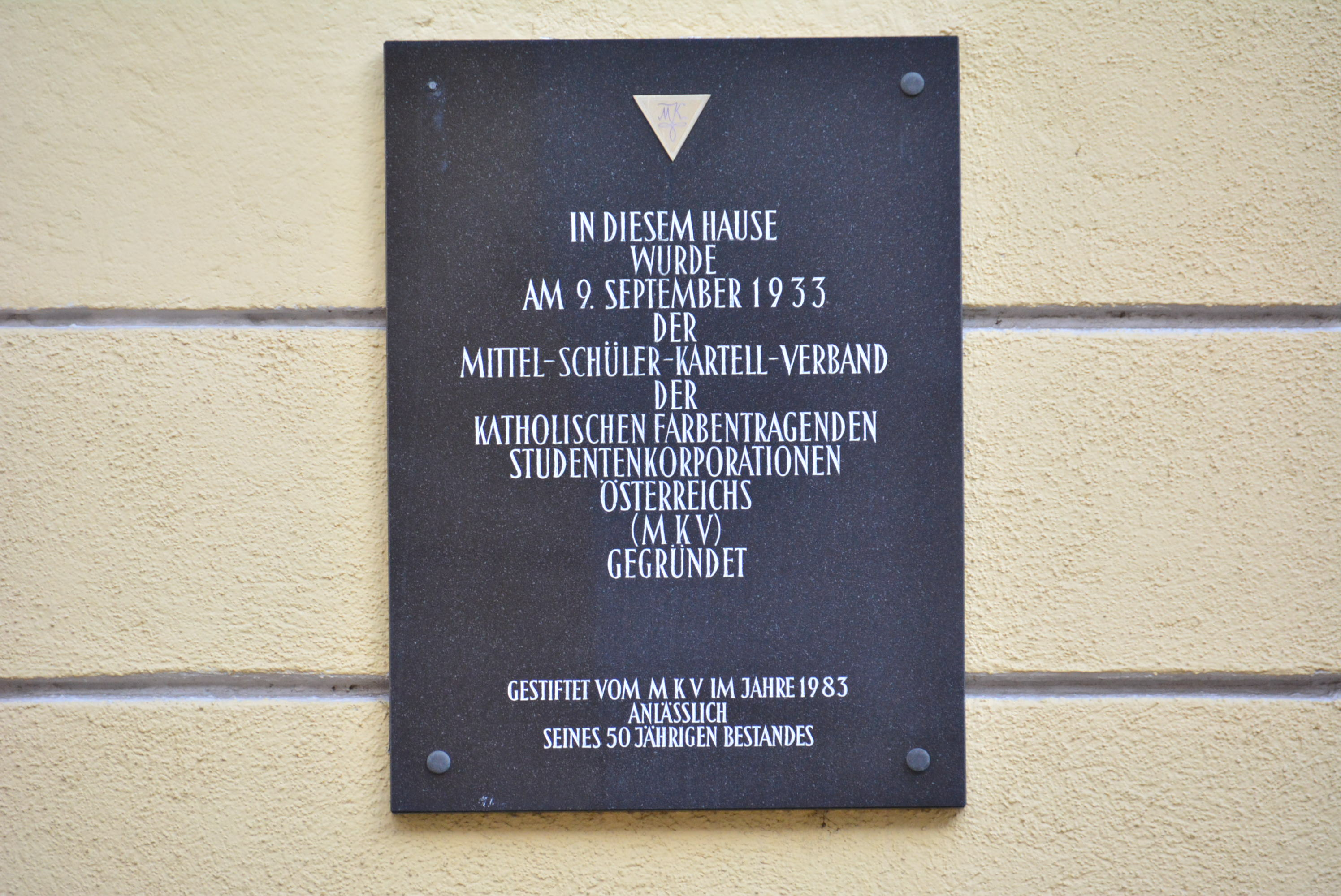
Wien 19: Gedenktafel

Der MKV wurde am 9. September 1933 anlässlich des Katholikentages in Wien gegründet, seine Wurzeln reichen aber bis in das 19. Jahrhundert zurück (Vorgängerverbände: „Mittelschüler-Cartell-Verband“ (MCV) im Jahr 1900, „Verband katholisch-deutscher Pennalverbindungen Österreichs“ (VPV) im Jahr 1919, „Christlich-Deutscher Studentenbund“ (CDSB), ebenfalls 1919). Die älteste Mitgliedsverbindung des MKV ist die Teutonia Innsbruck, gegründet 1876.
Bereits am 18. Oktober 1933, also nur wenige Wochen nach seiner Gründung, beschloss der MKV ein Aufnahmeverbot für Mitglieder der NSDAP. Nach anfänglicher Begrüßung der autoritär-österreichischen Politik während des Regimes von Engelbert Dollfuß und Kurt Schuschnigg (1934–1938) distanzierte sich der MKV davon, als die Einführung einer umfassenden Staatsjugend – in die auch der MKV eingegliedert werden sollte – vorgesehen war. Der Verband schloss sich der „Reichsarbeitsgemeinschaft katholischer Jugendverbände Österreichs“ an, deren relative Eigenständigkeit bis 1937 unter kirchlicher Aufsicht durch das Konkordat gegeben war. Trotzdem waren namhafte Vertreter des Regimes wie etwa Bundeskanzler (1930/31) Otto Ender – er hat die am 24. April 1934 kundgemachte Verfassung des sogenannten Ständestaates ausgearbeitet – oder der Vizekanzler und spätere Bürgermeister von Wien Richard Schmitz, Mitglieder von MKV-Verbindungen. Aber auch die posthum erfolgte Aufnahme von Engelbert Dollfuß, nach seiner Ermordung durch nationalsozialistische Anhänger im Juliputsch, in die MKV-Verbindung Amelungia Innsbruck als Ehrenmitglied, zeigt wiederum die Nähe zum herrschenden Regime.

### 1938 bis 1945
Mit dem „Anschluss“ Österreichs 1938 wurden die Verbindungen verboten. Noch am Tag des Einmarsches der deutschen Truppen wurden Vereinslokale der MKV-Verbindungen von NSDAP-Angehörigen verwüstet und Inventar beschlagnahmt. Einige Mitglieder katholischer Verbindungen mussten aufgrund ihrer Nähe zum austrofaschistischen Ständestaat in Konzentrationslager (z. B. der spätere Bundeskanzler Leopold Figl). Viele Mitglieder engagierten sich aktiv in Widerstandsbewegungen, manche bezahlten das mit dem Leben.
Eine Manifestation gegen das NS-Regime setzte ein religiöses Fest, das „Rosenkranzfest“ im Wiener Stephansdom, am 7. Oktober 1938: 7.000–10.000 Jugendliche, darunter viele MKV-Mitglieder, nahmen an der von Kardinal Innitzer geleiteten Messe teil. Die berühmten Worte Innitzers: „Jetzt [müssen wir uns] umso standhafter zum Glauben bekennen, zu Christus – unserem Führer!“ und der im Anschluss an die Messe stattfindenden Kundgebung, bei der die Jugendlichen „Wir wollen unsern Bischof sehen“ skandierten, wurden mit einer Erstürmung des Erzbischöflichen Palais durch die Hitler-Jugend bestraft, bei der auch ein Mitglied des MKV vom 1. Stock in den Innenhof des Kurhauses geworfen wurde.

### Seit 1945
Da die Besatzungsmächte den MKV als gegen den Nationalsozialismus eingestellten Verband anerkannten, wurde dieser bereits 1945 reaktiviert. Fast alle Verbindungen des MKVs nahmen ihren Betrieb in den folgenden Jahren wieder auf. Die meisten Verbindungen schlossen alle Mitglieder, die mit dem Nazi-Regime kollaboriert hatten, aus. Unter den bedeutenden Politikern dieser Zeit waren auch die katholischen Couleurstudenten Julius Raab und Leopold Figl.
Die Nachkriegsjahre brachten einen großen Aufschwung in den Mitgliederzahlen. Nach 1967 war eine Konsolidierung bemerkbar. In den letzten Jahren wurden wieder steigende Mitgliederzahlen in den MKV-Verbindungen verzeichnet.

## Ziele
- Der MKV will Schülern an Höheren Schulen zur „kritischen Auseinandersetzung mit der Welt und der Gesellschaft auf dem Boden eines durch die dynamischen Prinzipien religio, patria, scientia und amicitia bestimmten christlichen Weltbildes anregen“.

- Die Mitglieder der Verbindungen sollen „zum Wirken im öffentlichen Leben und in der Gesellschaft befähigt werden und die Wertvorstellungen katholischen Couleurstudententums in Familie, Beruf und Gesellschaft verwirklichen“.

- Als eigenständige katholische Laienorganisation will der MKV „seinen Beitrag zum Aufbau einer menschenwürdigen Gesellschaft und einer der göttlichen Schöpfungsordnung folgenden Welt leisten“.

Der MKV legt großen Wert darauf, nicht mit schlagenden Verbindungen verwechselt zu werden. Auf seiner Homepage gibt er an: „Grundsätzlich hat der MKV in einem Beschluss der Kartellversammlung festgehalten, dass Aktionen, die der Verbrüderung dienen, abzulehnen sind. Auch wenn es im Brauchtum äußere Ähnlichkeiten gibt, vertritt der MKV als katholischer Verband eine andere Tradition und ein anderes Weltbild. Zudem schadet der Kontakt mit schlagenden Verbindungen dem öffentlichen Bild des MKV, der sich in dieser Hinsicht immer wieder mit Vorurteilen konfrontiert sieht. Auch der Besuch von Burschenschaftsveranstaltungen in Couleur ist abzulehnen.“

## Prinzipien und Wahlspruch
Die vier Prinzipien des MKV lauten „patria“, „religio“, „scientia“ und „amicitia“.
- Religio: Die Förderung des katholischen Seins, die Förderung der Toleranz der christlichen Konfessionen untereinander und die aktive Gestaltung des eigenen Lebens aus dem katholischen Glauben in Verantwortung vor Gott, den Menschen und der Schöpfung.

- Patria: Die Liebe zum Vaterland. Laut Webseite des MKV ist: Österreicher zu sein ist für uns Ehre und Verpflichtung zugleich. Jeder demokratische Staat lebt durch die Verantwortung eines jeden Bürgers für den Staat. Die aktive Mitgestaltung auf allen Ebenen des Gemeinwesens ist eine Bürgerpflicht. Die Verwurzelung in der Geschichte und die demokratische Entwicklung Österreichs sind wesentliche Grundlage für die Weiterentwicklung dieses Gemeinwesens auch in einem vereinten Europa.

- Scientia: Für den MKV ist die Bildung seiner Mitglieder eine wichtige Aufgabe. Daher ist der Abschluss einer höheren Schule mit Matura Voraussetzung für den Verbleib eines Mitglieds in einer Verbindung des MKV. Der MKV selbst bietet mit der Kartellführungsschule und verschiedenen Landesverbandsschulungen Weiterbildungsmöglichkeiten für seine Mitglieder.

- Amicitia: Als prägendes Element des Verbandes ist die persönliche Freundschaft quer durch alle Generationen als Lebensbundprinzip eine Selbstverständlichkeit, die über das Studium hinausgeht. Der Umgang miteinander ist von der Verantwortung für diese lebenslange geistige und materielle Verpflichtung geprägt.

## Bekannte Mitglieder von MKV-Verbindungen
- Die Bundespräsidenten ...

1. Wilhelm Miklas
2. Rudolf Kirchschläger
3. Kurt Waldheim

- Die Bundeskanzler der Ersten Republik

1. Ignaz Seipel
2. Carl Vaugoin
3. Otto Ender

- Die Bundeskanzler der Zweiten Republik

1. Leopold Figl
2. Julius Raab
3. Alfons Gorbach
4. Josef Klaus
5. Karl Nehammer

- Die Landeshauptmänner von Salzburg

1. Franz Rehrl
2. Josef Rehrl
3. Wilfried Haslauer sen.
4. Franz Schausberger
5. Wilfried Haslauer.

- … von Tirol

1. Günther Platter
2. Herwig van Staa
3. Wendelin Weingartner

- … von Oberösterreich

1. Josef Pühringer

- Heinrich Drimmel
- Werner Fasslabend
- Alfred Finz
- Franz Fischler
- Felix Hurdes
- Othmar Karas
- Helmut Kukacka
- Christoph Leitl
- Hartwig Löger
- Reinhold Lopatka
- Siegfried Ludwig
- Reinhold Mitterlehner
- Alois Mock
- Erwin Pröll
- Herwig van Staa
- Wolfgang Sobotka

Alle genannten Mitglieder waren vor dem Anschluss Österreichs in der Christlichsozialen Partei, seit April 1945 in der Österreichischen Volkspartei.
Auch der Wiener Erzbischof Kardinal Christoph Schönborn, Weihbischof Franz Scharl, der Salzburger Erzbischof Franz Lackner und sein Vorgänger Alois Kothgasser, der Salzburger Weihbischof Andreas Laun, der Bischof von Linz, Manfred Scheuer, der St. Pöltner Bischof Alois Schwarz, der ehemalige St. Pöltner Bischof Kurt Krenn, der ehemalige Bischof der Diözese Graz-Seckau Egon Kapellari, der ehemalige Bischof von Innsbruck Reinhold Stecher, der Bischof der Diözese St. Pölten Alois Schwarz und Caritasdirektor Michael Landau waren oder sind Mitglieder von MKV-Verbindungen.

## Gliederung und Mitgliedsverbindungen
Der MKV gliedert sich in neun Landesverbände:
- Burgenländischer Landesverband (BMV)
- Landesverband Kärnten (LVK)
- Niederösterreichischer MKV (NÖMKV)
- Oberösterreichischer MKV (OÖMKV)
- Salzburger Landesverband (SLV)
- Steirischer Mittelschülerverband (StMV)
- Tiroler Mittelschülerverband (TMV)
- Vorarlberger Landesverband (VLV)
- Wiener Stadtverband (WStV)

## Struktur des MKV
Legislative
1. Aktiventag
2. Altherrenbundtag
3. Kartellversammlung

Diese Convente wählen die
Exekutive
1. Kartellsenior, Kartellconsenior und Kartellprätor
2. Kartellphilistersenior und zwei Kartellphilisterconsenioren
3. Kartellvorsitzender, Kartellseelsorger, Kartellfinanzreferent und weitere Referenten

Daraus bildet sich das Kartellpräsidium: Kartellvorsitzender, Kartellsenior, Kartellphilistersenior und Kartellseelsorger, die auch gemeinsam mit den Referenten die Verbandsführung bilden.
Der Kartellrat ist zugleich zentralistisch und föderalistisch. Er besteht aus dem Kartellpräsidium sowie allen Landesvorsitzenden, Landessenioren und Landesphilistersenioren.
Jurisdiktion
Das Kartellgericht entscheidet bei Streitigkeiten zwischen Verbindungen und bei Rechtsfragen.

## Kontroversen
Kritisiert wird, dass der Mittelschüler-Kartell-Verband eine ausschließlich aus Männerbünden bestehende Organisation ist. Verbindungen, die sich vor einigen Jahren entschlossen, Frauen aufzunehmen, schieden aus dem Mittelschüler-Kartell-Verband aus. Mittlerweile wurden Freundschaftsabkommen zwischen dem MKV und diesen Verbindungen sowie mit den Damenkorporationsverbänden VfM und VCS geschlossen.
Ein weiterer Kritikpunkt ist die Position des Verbandes zur Abtreibungsfrage. Etwa wird in einer als „Erklärung des MKV gegen Radikalismus“ betitelten Aussendung des Verbandes das Recht auf Abtreibung auf eine Stufe mit Ausländerfeindlichkeit gesetzt. „Liberalisierung der Abtreibung“ und „Ausgrenzung unserer ausländischen Mitbürger“ bereite den Boden für jene, „die körperliche Gewalt zur Abschaffung der Demokratie einzusetzen bereit sind“, heißt es dort.
In 2012 wehrte sich der MKV gegen eine undifferenzierte Darstellung der MKV-Verbindungen im Vergleich zu Burschenschaften. Weiter werde NS-Gedankengut im MKV weder in der Vergangenheit noch in der Gegenwart toleriert.